# Großheubach

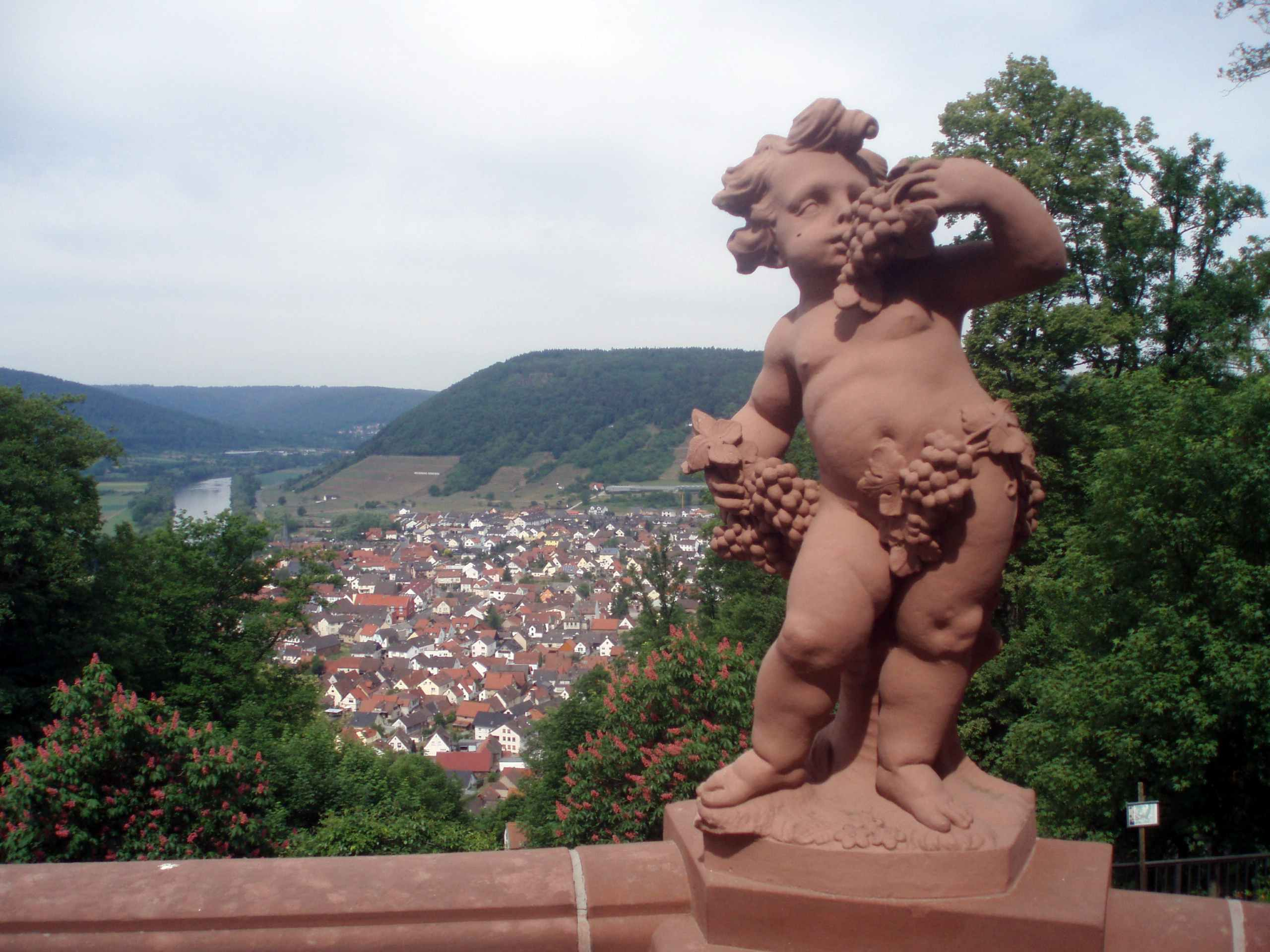
Blick auf Großheubach

Wappen Großheubach

Großheubach ist ein Markt im unterfränkischen Landkreis Miltenberg.

## Geografie

### Geografische Lage
Die Gemeinde liegt im Maintal und wird von den Ausläufern des Spessarts und Odenwaldes umrahmt. Großheubach liegt am Fränkischen Rotwein-Wanderweg. Weiter nördlich am Main liegt als nächster Ort Klingenberg am Main mit dem Ortsteil Röllfeld. Zwischen Röllfeld und Großheubach befand sich bis 1778 die Kirche St. Michaelis. Vermutlich wurde die zugehörige Siedlung spätestens in der Zeit des Dreißigjährigen Krieges Anfang des 17. Jahrhunderts etwa 1630 wegen einer Pest-Epidemie aufgegeben. Gegenüber auf der anderen Mainseite liegt Kleinheubach. Der topographisch höchste Punkt der Gemeindegemarkung befindet sich mit 439 m ü. NHN auf dem Gipfel des Ospis nordöstlich des Ortes, der niedrigste liegt im Main auf 120,5 m ü. NHN.

### Gemeindegliederung
Es gibt vier Gemeindeteile (in Klammern der Siedlungstyp):
- Engelberg (Kloster)
- Großheubach (Hauptort)
- Klotzenhof (Dorf)
- Roßhof (Weiler)

### Nachbargemeinden
| Gemeinde Laudenbach | Stadt Klingenberg am Main                   | Gemeinde Röllbach   |
|                     | Kompassrose, die auf Nachbargemeinden zeigt | Gemeinde Collenberg |
| Markt Kleinheubach  | Stadt Miltenberg                            | Markt Bürgstadt     |

## Name

### Etymologie
Der Ortsname Großheubach stammt vom Heubach, der dem Main im Gemeindegebiet zufließt. Der Zusatz Groß sollte den Ort vom gleichnamigen Ort auf der gegenüberliegenden Mainseite unterscheiden.

### Frühere Schreibweisen
Frühere Schreibweisen des Ortes aus diversen historischen Karten und Urkunden:
| - 828 „Hedabahc“ (nur Gewässername) - 878 „Heidebah“ (nur Gewässername) - 1037 „Heidebach“ - 1294 „Heidbach“ - 1327 „Heydebach“ | - 1335 „Grozzen Heydebach“ - 1365 „großen Heidebach“ - 1390 „Groß Heidebach“ - 1594 „Gros Heupach“ - 1867 „Großheubach“ |

## Geschichte

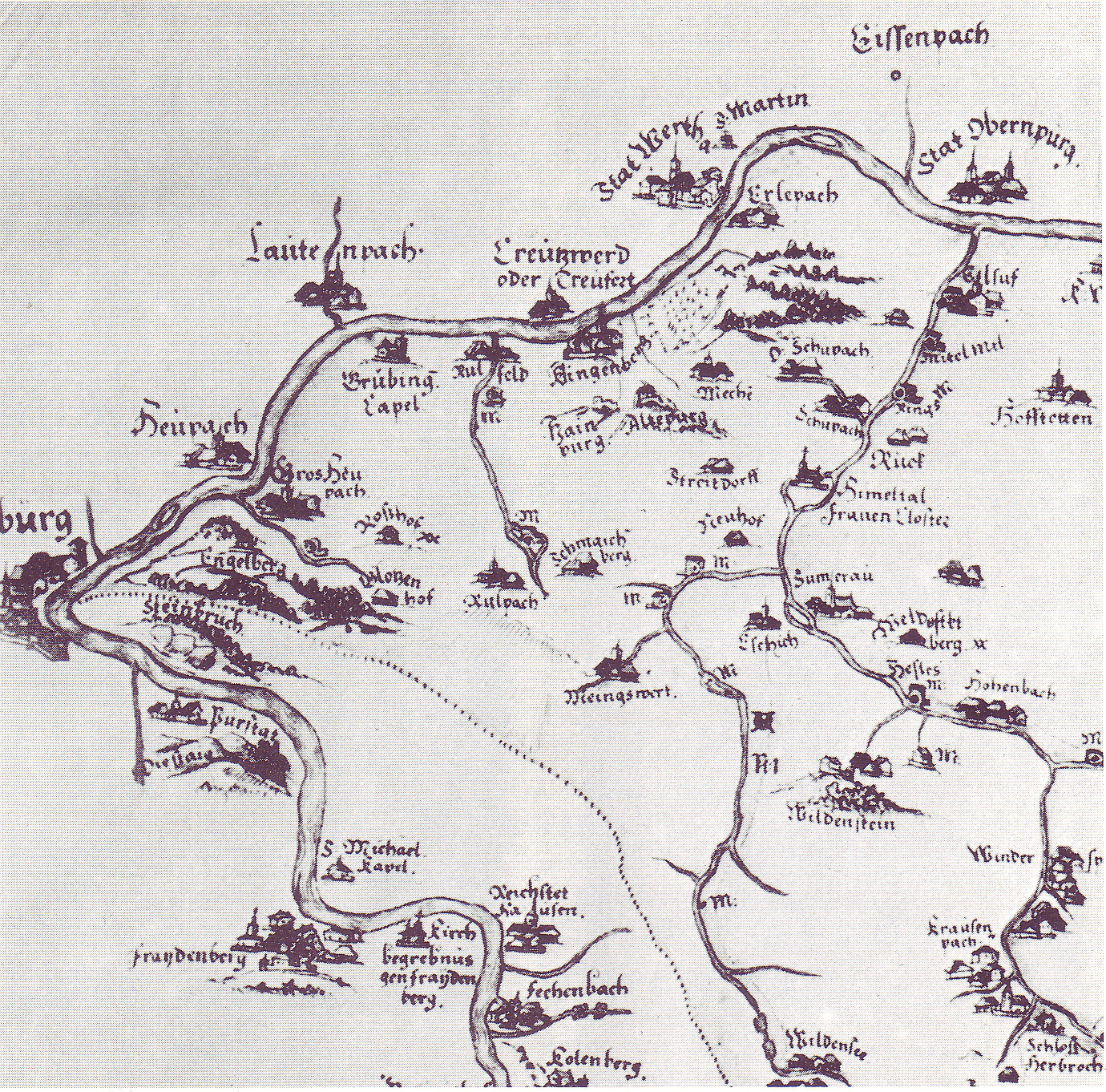
Großheubach in der Spessartkarte von Paul Pfinzing von 1594 (Norden ist rechts)

Großheubach wurde in einer Urkunde, die zwischen 1012 und 1121 ausgefertigt wurde, erstmals erwähnt. Etwa 1200 war es Besitz der Herren von Klingenberg, der Herrn von Bickenbach und des Deutschen Ritterordens. Die erste Kapelle wurde um 1300 auf dem Rulesberg, heute Engelberg erbaut.
Während der Zeit der Stammesherzogtümer gehörte der Ort zum Herzogtum Franken.
Im Jahre 1483 gehörte Großheubach zum Erzstift Mainz. Das historische Rathaus wurde 1612 errichtet. Auf dem Engelberg gründeten die Kapuziner 1630 das Kloster Engelberg. 1814 kam Großheubach an das Königreich Bayern. 1828 übernahmen die Franziskaner das Kloster Engelberg. Aus der 1896–1899 vorgenommenen Erweiterung der alten Kirche entstand die heutige Pfarrkirche.
Im Jahr 1862 wurde das Bezirksamt Obernburg gebildet, auf dessen Verwaltungsgebiet Großheubach lag. Am 1. Januar 1880 kam Großheubach jedoch anlässlich der Reform des Zuschnitts der bayerischen Bezirksämter zum Bezirksamt Miltenberg. Wie überall im Deutschen Reich wurde 1939 die Bezeichnung Landkreis eingeführt. Großheubach war nun eine der 31 Gemeinden im Altkreis Miltenberg. Dieser schloss sich am 1. Juli 1972 mit dem Landkreis Obernburg am Main zum neuen Landkreis Miltenberg zusammen.

### Einwohnerentwicklung
Im Zeitraum 1988 bis 2018 stieg die Einwohnerzahl von 4583 auf 5046 um 463 Einwohner bzw. um 10,1 %. 1999 hatte der Markt 5180 Einwohner.
Quelle: BayLfStat

## Politik

### Gemeinderat
Der Gemeinderat besteht aus 20 Mitgliedern. Die Gemeinderatswahl am 15. März 2020 führte zum rechts dargestellten Ergebnis und damit zu folgender Sitzverteilung im Gemeinderat:
- SPD: 3
- HmZ: 5
- PWG/FW: 5
- CSU: 7

### Bürgermeister
Seit 1. Mai 2020 ist Gernot Winter (CSU) Erster Bürgermeister. Dieser wurde in der Stichwahl am 29. März 2020 mit 54,4 Prozent der Stimmen gewählt.
Sein Vorgänger Günther Oettinger (* 1950) war von Mai 1990 bis April 2020 als Bürgermeister im Amt.
- 1869–1871 Benedikt Oettinger (1860–1870 Gemeindevorsteher, ab 1. Juli 1869 Bürgermeister)[11]
- 1871–1875 Speth
- 1876–1881 Jakob Oettinger
- 1882–1887 Simon Dosch
- 1888–1893 Jakob Oettinger
- 1894–1899 Simon Dosch
- 1900–1911 Lebold
- 1912–1924 Anton Zipf I
- 1925–1933 Ludwig Oettinger
- 1933–1940 Josef Zipf
- 1940–1942 Felix Straub
- 1942–1945 Anton Blatz
- 1945–1946 Otto Kempf
- 1946–1948 Josef Heinrich Wolf
- 1948–1967 Richard Galmbacher
- 1967–1990 Franz Hegmann[12]
- 1990–2020 Günther Oettinger
- 2020–0000 Gernot Winter

### Vereine
Seit 1900 existiert der Verein TSV Großheubach, der in die Abteilungen Basketball, Fußball, Turnen, Tischtennis und Volleyball gegliedert ist.

### Wappen
| Wappen von Großheubach | Blasonierung: „Gespalten von Silber und Rot; vorne ein schwebendes schwarzes Andreaskreuz mit Tatzenbalken, hinten ein sechsspeichiges silbernes Rad.“ |
| Wappen von Großheubach | Wappenbegründung: Das Tatzenkreuz ist einem Dorfgerichtssiegel von 1654 entnommen und weist auf die Herrschaft des Deutschherrenordens hin, der seit 1229 in Großheubach belegt ist. Durch Tausch kam der Ort 1484 an den Kurstaat Mainz und blieb dort bis zum Ende des Alten Reichs 1803. Daran erinnern das sechsspeichige silberne Rad sowie die Farben Silber und Rot aus dem Wappen des Kurstaates. Dieses Wappen wird seit 1956 geführt. |

## Bauwerke

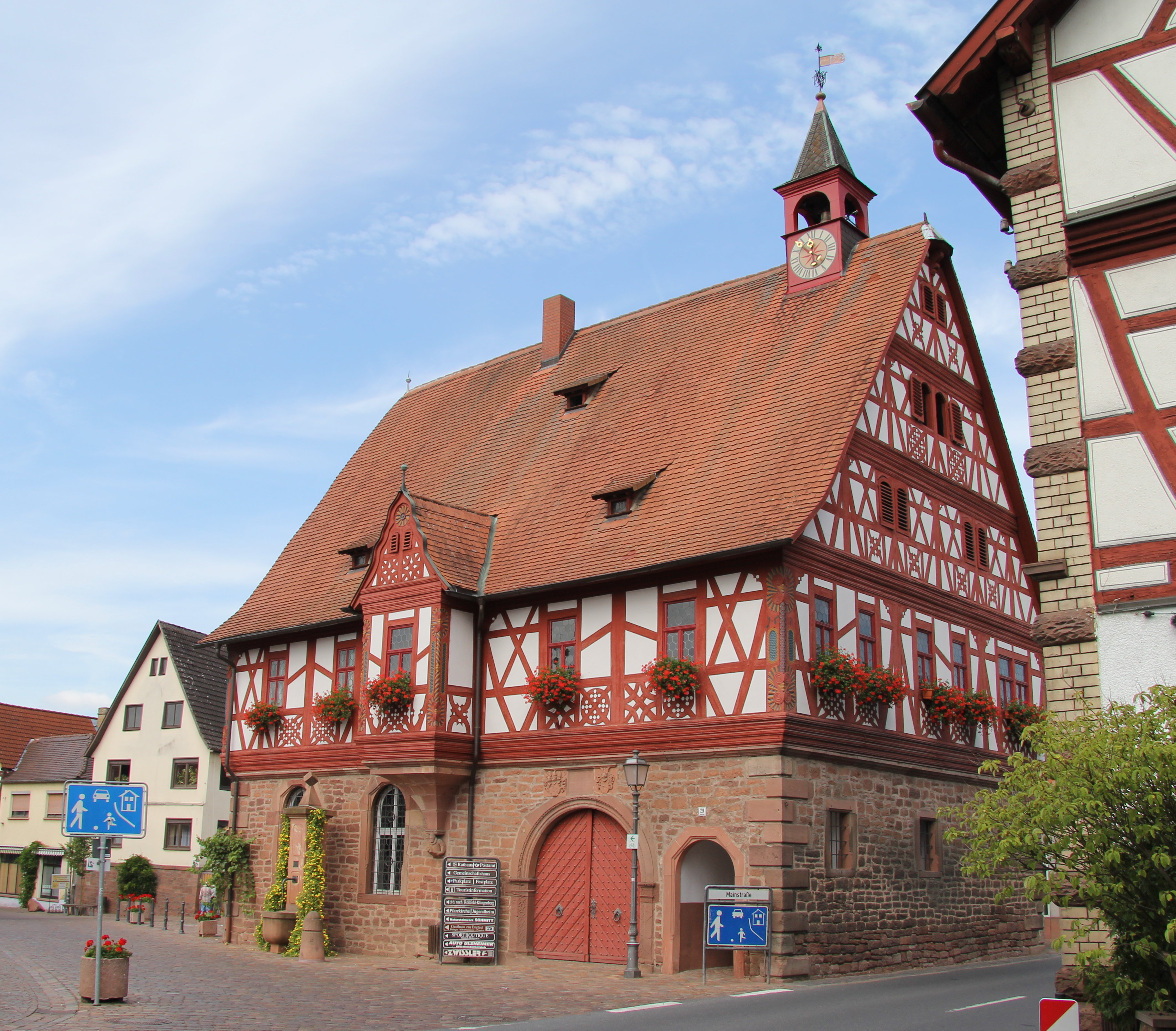
Historisches Rathaus in Großheubach

- Pfarrkirche St. Peter
Die Pfarrkirche (Patrozinium Cathedra Petri, Petri Stuhlfeier) ist schon alt: 1249 wurde erstmals ein Pfarrer erwähnt, die damalige Kirche war aus Holz.[15] 1519 wird eine Glocke erwähnt, die aber nicht mehr vorhanden ist. Im Jahr 1609 wird der Holzbau durch eine massive Wehrkirche mit Wehrmauer, Wehrgang und Zinnen (im romanischen Stil) ersetzt. 1896–1899 wurden umfangreiche Um- und Ausbauten vorgenommen, die zu ihrem heutigen neogotisch geprägten Aussehen führten.[16] 1949 wurden vier neue Glocken angeschafft. Am 1. August 1958 zerstörte ein schweres Unwetter den Kirchturm. 1987/88 wurde die Kirche renoviert und der Zustand nach den Umbauten Ende des 19. Jahrhunderts wieder hergestellt.[17]
- Historisches Rathaus
Das Historische Rathaus wurde 1611/1612 durch den Baumeister Otto Oswald Heppele in altfränkischer Fachwerk-Bauweise errichtet. Das Haus diente als Sitz eines Unteramtmannes für das Amt Prozelten. Das Erdgeschoss wurde als Gefängnis genutzt. Als Bauherren fungierten Johann Schweikhard, Erzbischof von Mainz und Kurfürst sowie Caspar Herr zu Eltz, Kurfürstlicher mainzischer Großhofmeister, Rat- und Amtmann zu Prozelten.

- Abendanz’sches Haus
Das Abendanz’sche Haus ist ein um 1600 gebautes Fachwerkhaus im Ortskern von Großheubach. Während der Jahrhunderte wurden am Gebäude einige Umbauten vorgenommen. Nach der Restaurierung in der Zeit von 1987 bis 1990 wurde das Fachwerk freigelegt und die Originalfassade wiederhergestellt. Das Haus diente unter anderem dem Weinhändler Johann Simon Abendanz und dem letzten Abt des Klosters Amorbach als Wohnort.
- Kloster Engelberg
Das Kloster Engelberg über dem Main mit seiner Wallfahrtskirche wurde um 1630 gegründet. Eine erste Kapelle hatte es dort schon eine Kapelle gegeben, wo der Erzengel Michael und die heilige Maria verehrt wurden. Die für den Orden der Kapuziner errichteten Gebäude wurden 1828 auf Anordnung König Ludwigs I. an die Franziskaner (OFM) übergeben, die bis zum 31. Juli 2024 dort lebten.[18] Ihre Nachfolger sind Oblaten des heiligen Joseph. Der auf 250 m über NN gelegene Engelberg ist über die 612 sogenannten Engelsstaffeln aus Buntsandstein zu erreichen.
- Die historische heidnische Kultstätte Hunnenstein oder auch Heunenschüssel befindet sich auf einer Berganhöhe nahe dem heutigen Kloster Engelberg. In den mehrere Meter hohen Sandstein-Felsblock sind kreisrunde Vertiefungen grob eingehauen.
- Auf dem Weg zum Klotzenhof steht ein Denkmal für ein Fabelwesen, hier Elfetritschle genannt, sonst eher in der Pfalz verbreitet.
- Der Ort ist Endstation des mittelalterlichen 111 km langen Eselsweges über die Höhen des Spessart.

- Zu dem Ort gehört eine sehr steile Weinlage, der Großheubacher Bischofsberg

## Söhne und Töchter der Gemeinde
- August Steuer (1902–1969), amerikanischer Verleger, Sportfunktionär und Wohltäter der Gemeinde
- Friedrich Speth (* 1937), Politiker (CSU)
- Guido Kratschmer (* 1953), Leichtathlet (Zehnkämpfer) und Olympiamedaillengewinner

## Literatur

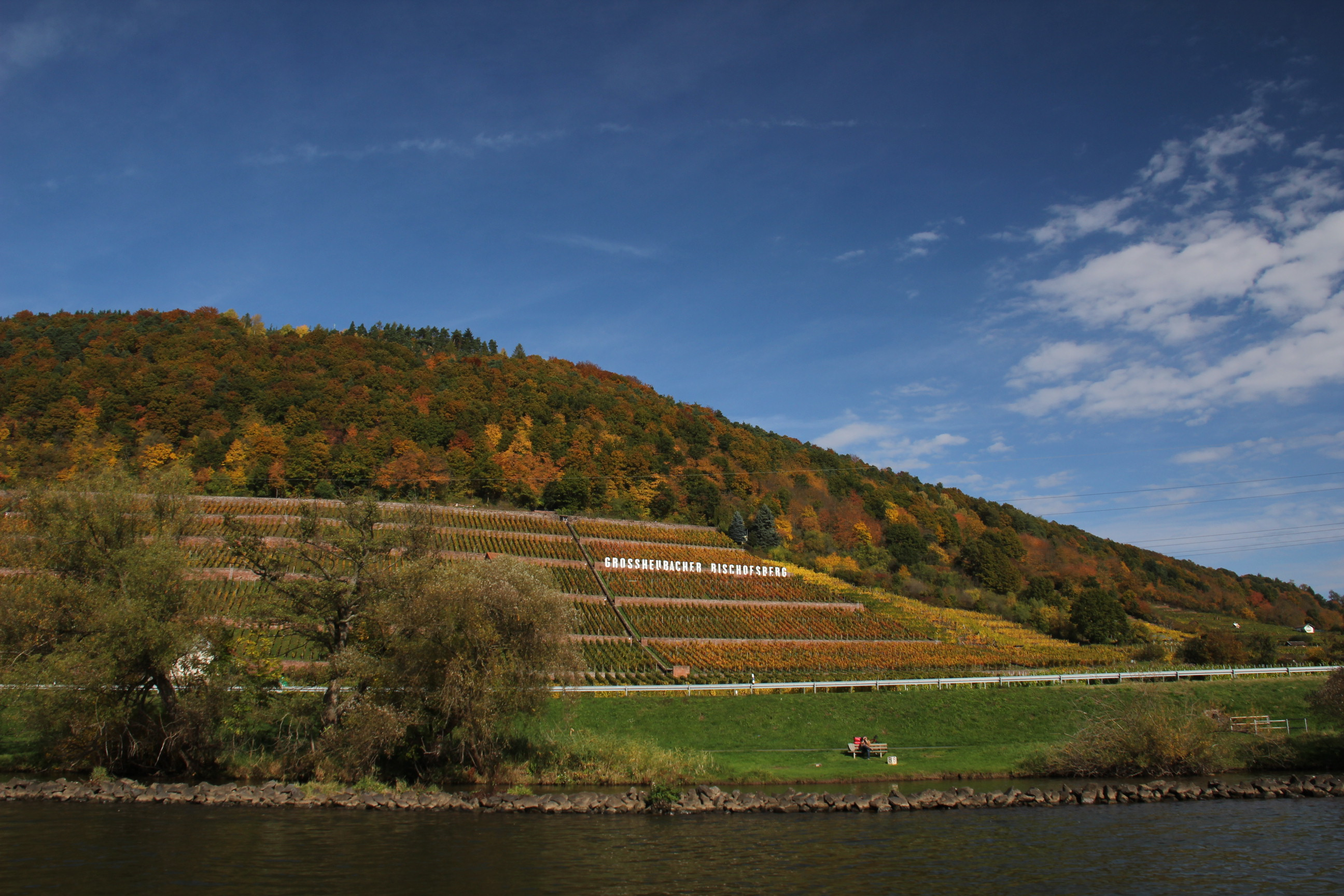
Weinlage Großheubacher Bischofsberg, nordwestlich von Großheubach, gesehen vom Main